# 모시

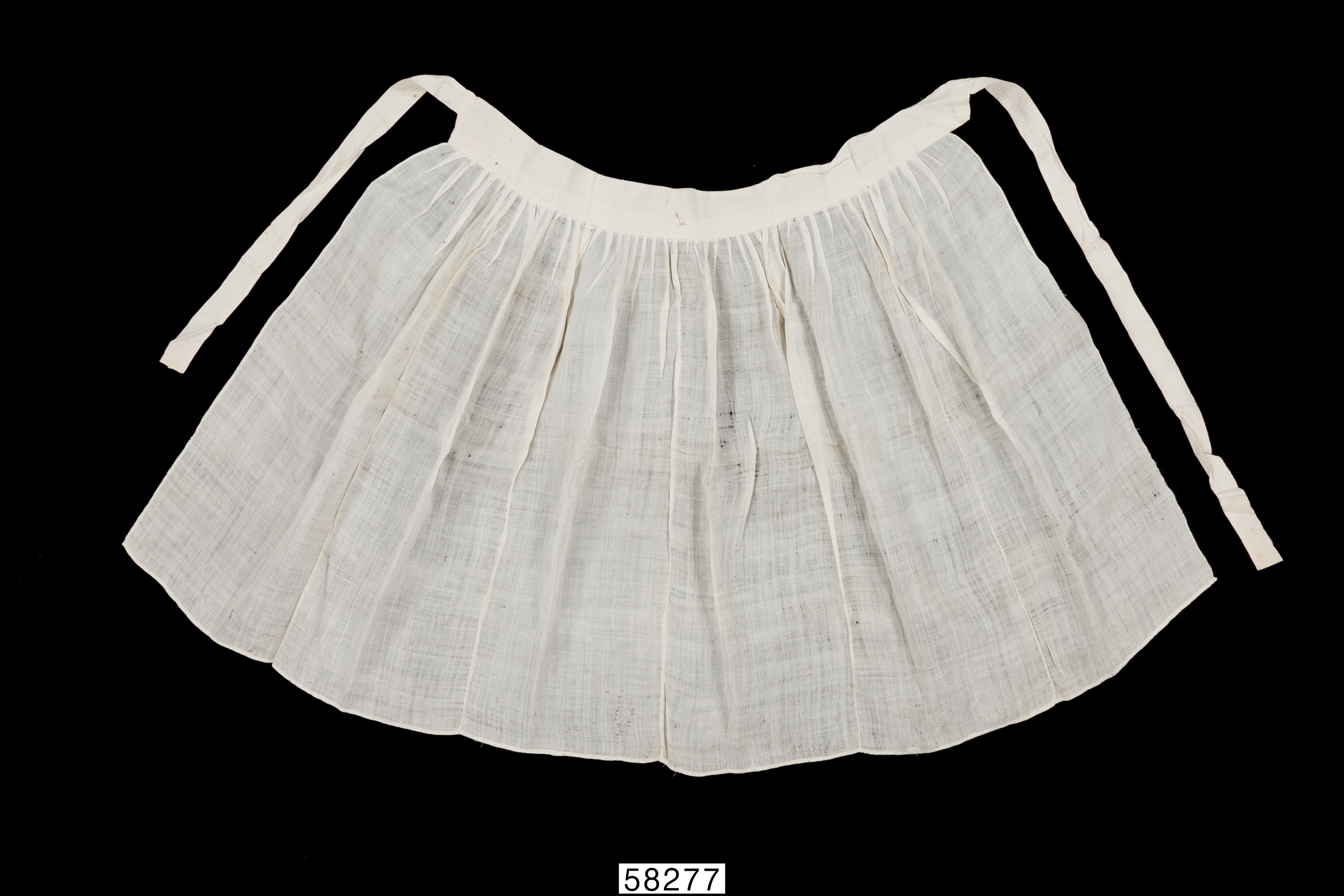
모시치마-국립민속박물관

모시는 모시풀 껍질의 섬유로 짠 옷감이다. 저, 저마, 저포라고도 한다. 원래는 담록색을 띠지만 정련, 표백하여 하얗게 만든다. 질감이 깔깔하고 촉감이 차가우며, 빨리 말라 여름철 옷감으로 많이 이용된다. 한산모시가 유명하다. 모시는 한국의 미를 상징하는 여름 전통옷감이다. 백제 때 한 노인의 현몽으로 우연히 발견된 후부터 그 유래를 찾을 수 있으니 1,500년의 역사를 간직하고 있다. 그만큼 역사적 가치가 높아 제작기술을 보호하고자 국가에서 중요무형문화재로 지정 관리하고 있다. 
명예 보유자로는 문정옥(중요무형문화재 제14호), 기능 보유자로는 방연옥(중요무형문화 재 제14호), 나상덕(충남무형문화재 제1호) 등 국가와 지자체로부터 인정받은 전통직조기능 보유자들이 1993년 8월 개관한 한산모시박물관에서 전통의 맥을 잇고 있는 한편, 관광객들이 한산모시를 바로알고 체험할 수 있도록 하기 위해 모시풀을 처음 발견했던 충남 서천군 한산면에 위치한 건지산 기슭에 모시각, 전통공방, 전수교육관, 토속관 등의 시설을 갖춘 85,000m2 규모를 갖추고 있다.